# ایزابل گلسر
ایزابل گلسر (به انگلیسی: Isabel Glasser) (زاده ۱ مهٔ ۱۹۵۸) بازیگر آمریکایی است.
از فیلم‌های معروف او می‌توان به بازی در همیشه جوان و کشور پاک اشاره کرد.